# 国際宇宙航行連盟
国際宇宙航行連盟（こくさいうちゅうこうこうれんめい、英語: International Astronautical Federation、IAF）は、フランスのパリに本部を置く非政府組織。1951年に創設された。47か国の工業界、学者、政府組織から197名が会員となっている。
国際宇宙航行アカデミー、国際宇宙法学会と共同して年に1度、国際宇宙会議を開催している。選ばれた論文がActa Astronautica誌に掲載される。
国際連合とも密接に活動しており、毎年発展途上国向けにワークショップを開催し、第3回国連宇宙会議（Unispace III）にも参加した。国際宇宙航行アカデミー、国際宇宙法学会とともに国連のために宇宙の重要テーマの研究も行っている。
現在の会長は、ドイツのBerndt Feuerbacher博士である。
国際宇宙大会では毎年、Allan D. Emil Memorial Award、Franck J. Malina Astronautics Medal、Luigi G. Napolitano Awardという3つの名誉ある賞が授与されている。
宇宙運用・支援の分野で国際シンポジウムを開催する組織であるSpaceOpsの事務局としても機能しており、SpaceOpsに係わる事務、財務、広報を担当している。